# Axis and Allies
Axis and Allies is een computerspel voor de Philips CD-i. Het spel in 1994 uitgebracht door Philips Interactive Media. Het spel is gebaseerd op het gelijknamige bordspel. Het spel speelt zich af in de Tweede Wereldoorlog en tot vijf spelers kunnen meedoen als supermacht (Duitsland, Japan, USSR, USA, UK) aan het spel. Het spel is beurtgebaseerd en het speelveld wordt van bovenaf getoond.

## Ontvangst
| Beoordeeld door                      | Datum          | Score |
| ------------------------------------ | -------------- | ----- |
| The CD-i Collective                  | 2004           | 80%   |
| Electronic Gaming Monthly (EGM)      | september 1994 | 68%   |
| Video Games & Computer Entertainment | november 1994  | 50%   |